# Lucas 8

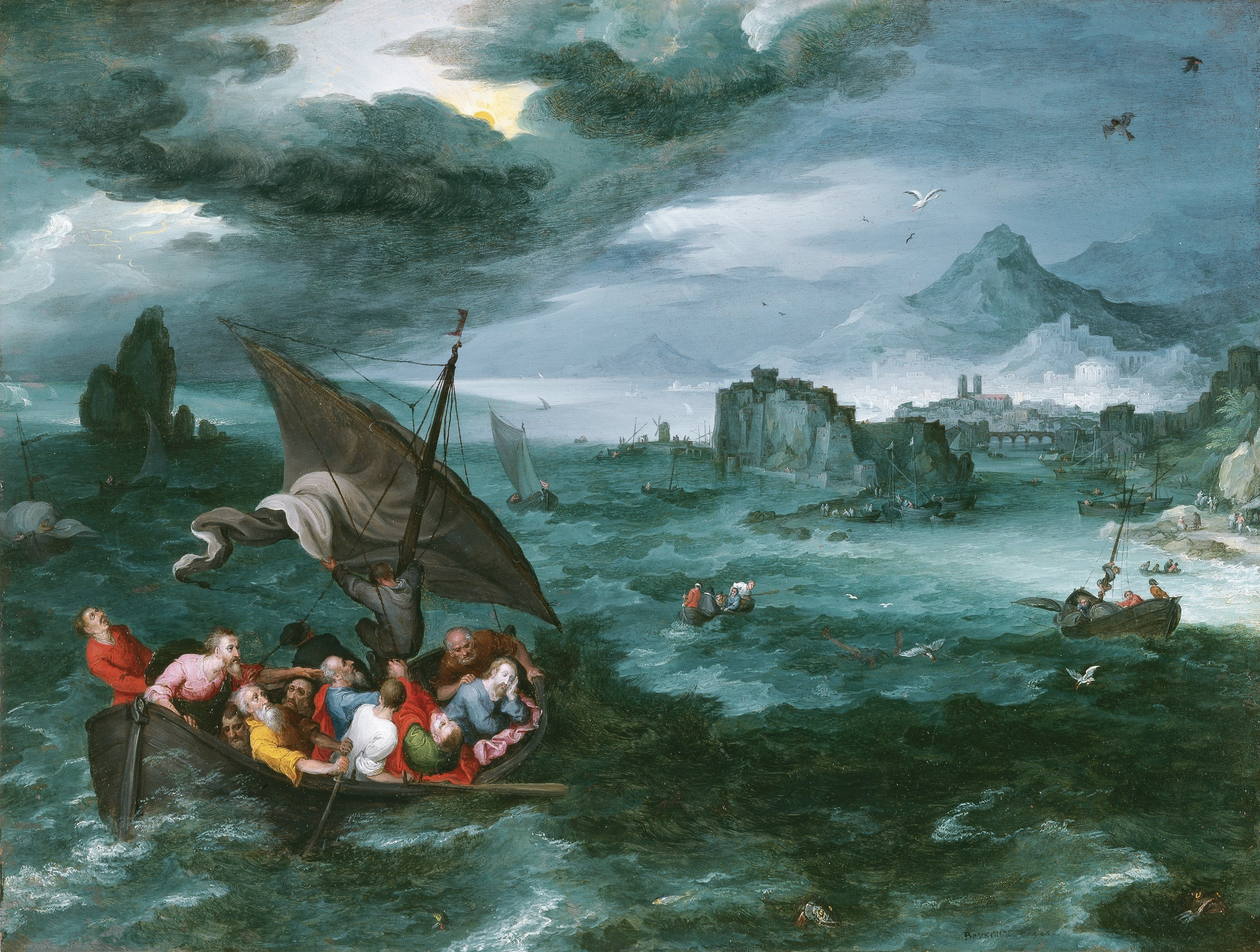
Jesus acalmando a tempestade, um dos principais eventos deste capítulo.
1596. Por Pieter Bruegel, o Jovem, atualmente no Museu Thyssen-Bornemisza, em Madrid.

Lucas 8 é o oitavo capítulo do Evangelho de Lucas no Novo Testamento da Bíblia e relata alguns dos maiores milagres de Jesus e também diversas de suas parábolas

## Mulheres
Em Lucas 8:1–3, Maria Madalena, Joana e Susana são nomeadas entre as mulheres que ajudam materialmente Jesus em suas viagens.

## Parábolas
Logo em seguida, Lucas conta duas parábolas de Jesus em sequência. Na primeira, conhecida como "Parábola do Semeador" (Lucas 8:4–15), um semeador lança suas sementes numa estrada, em terreno pedregoso e entre espinhos e elas se perdem; mas quando a semente cai em terra boa, ela brota, rendendo trinta, depois sessenta e finalmente cem vezes mais. Esta história aparece também em Mateus 13 (Mateus 13:1–23) e Marcos 4 (Marcos 4:1–20). 
A segunda, conhecida como "Parábola da Luz do Mundo" (Lucas 8:16–18), que afirma que a "Luz deve ser revelada e não escondida".

## Família de Jesus
Em Lucas 8:19–21, Lucas fala da mãe e os irmãos de Jesus, que tentaram vê-lo e não conseguiram. Como resposta, Jesus afirma que «Minha mãe e meus irmãos são aqueles que ouvem a palavra de Deus e a observam.» (Lucas 8:21) Um episódio similar ocorre em Mateus 12 (Mateus 12:46–50) e Marcos 3 (Marcos 3:31–35).

## Acalmando a tempestade
Jesus e seus discípulos resolvem, em seguida, atravessar Mar da Galileia à noite num barco quando uma forte tempestade os pegou de surpresa, com ondas arrebentando até quase afundar o barco. Jesus estava adormecido, mas seus discípulos o acordaram: «Mestre, Mestre, perecemos.» (Lucas 8:24). Jesus se levantou, deu ordens ao vento e às ondas e a tempestade se acalmou. Este mesmo relato aparece em Mateus 8 (Mateus 8:23–27) e Marcos 4 (Marcos 4:35–41).

## Endemoniado geraseno
Segundo Lucas (Lucas 8:26–39), este milagre aconteceu depois que Jesus cruzou o lago até a terra dos gerasenos (ou gadarenos), em Gérasa, na Jordânia. Lá, um homem, possuído por um espírito maligno saiu das cavernas locais para se encontrar com Jesus. Ninguém mais era capaz de prendê-lo, nem mesmo com uma corrente, pois ninguém era forte o suficiente para subjugá-lo. Dia e noite, entre os túmulos e nas montanhas, ele gritava e se cortava com pedras. Quando ele viu Jesus à distância, correu, caiu de joelhos à sua frente e gritou a plenos pulmões: «Que tenho eu contigo, Jesus, Filho do Deus Altíssimo? Rogo-te que não me atormentes.» (Lucas 8:28) Jesus simplesmente comandou que o espírito mau saísse de dentro daquele homem. Depois de se identificar como "Legião", os demônios imploraram a Jesus que os deixassem ir para dentro de uma vara de porcos, que logo em seguida desceu a ribanceira em direção a um lago e se afogou. Este episódio foi contado ainda em Mateus 8 (Mateus 28:34) e Marcos 5 (Marcos 1:20).

## Ressurreição da filha de Jairo e a cura da mulher com sangramento
Imediatamente depois, já de volta à Galileia, Jairo, um patrocinador ou governante da sinagoga da Galileia, pediu a Jesus que curasse sua filha de doze anos de idade que estava morrendo (no relato de Mateus, Jairo chegou a dizer que «Neste momento acaba de expirar minha filha» (Mateus 9:18)). No caminho para a casa de Jairo, uma mulher doente na multidão tocou a barra (ou, possivelmente, a fímbria) da capa de Jesus e foi curada de sua aflição. A filha de Jairo foi então declarada morta e Jairo foi aconselhado a não incomodar mais Jesus, o "mestre". Jesus, porém, continuou seguindo, afirmando que a garota não estava morta, mas dormindo, e restaurou sua saúde assim que chegou. O capítulo termina com o comando de Jesus para que Jairo e sua esposa não contassem a ninguém o que havia acontecido.

## Texto
O texto original deste evangelho foi escrito em grego koiné e alguns dos manuscritos antigos que contém este capítulo, dividido em 56 versículos, são:
- Papiro 75 (c. 175-225)
- Codex Vaticanus (325-350)
- Codex Sinaiticus (330-360)
- Codex Bezae (c. 400)
- Codex Washingtonianus (c. 400)
- Codex Alexandrinus (c. 400-440)
- Codex Ephraemi Rescriptus (c. AD 450; ainda existentes: versículos 29-56)